# Chunghwa Post
Pour les articles homonymes, voir La Poste.
La Chunghwa Post (中華郵政,  中华 Chunghwa en Wade-Giles, ou Zhong1 Hua2, en pinyin signifie "Chine". 邮政 You2 Zheng4 signifie quant à lui "poste") est le service postal officiel de la république de Chine.
La société a été affiliée à l'Union postale universelle de 1914 à 1972 puis remplacée par China Post après l'adhésion de la république populaire de Chine à l'ONU. N'étant plus membre, elle n'est plus tenue d'en suivre ses normes internationales.

## Structure
Taiwan Post expédie le courrier ordinaire, le recommandé et les colis partout en république de Chine, soit Taïwan, les îles Penghu (Pescadores), Kinmen, Matsu et les îlots les environnant.
Vingt-trois bureaux centraux supervisent 1300 postes locales. C'est aussi un service d'épargne. Taiwan Post était un organisme dépendant du ministère des Communications jusqu'en 2003, date où il a été transformé en entreprise publique.

## Historique
Comparaison du développement des services postaux en Chine continentale et à Taïwan
| Taïwan - 1888，Première organisation de transmission du courrier - 1895，Le Japon occupe Taïwan. L'armée impériale organise le territoire et crée 23 postes。 - 1896，Service de télégraphe - 1900，Service postal et caisse d'épargne。 - 1901，通信課改制為通信局。 - 1919，通信局改制為遞信局。 - 1924，遞信局與鐵道部合併為交通局，下設遞信部，jusqu'à la fin de la Seconde Guerre mondiale。 | Chine continentale - Années 1840，隨著列強進入中國，連帶著也將西方的郵政制度帶進中國。由於各國勢力有著互相通信的需要，因此普遍在其地盤紛紛設立郵局，這些郵局不僅負責官信收送，也接受民信的寄送。 - 1878，李鴻章接受建議，同意於北京、天津、牛莊（營口）、煙台、上海五地開辦新式郵政，並稱其名為「海關拔駟達局」（Customs Post Office）。 - 1896，開辦大清郵政官局，海關郵政正式改稱為大清郵政。 - 1912，大清郵政改稱為中華郵政，惟外国人掌郵政的情況不變。 - 1919，在上海開辦了儲金業務。 |

## Débaptisation
De sa création en 1896 jusqu'au 9 février 2007, l'entreprise s'appelait Chunghwa Post Co., Ltd. (中華郵政股份有限公司) ou Chunghwa Post (中華郵政, soit la "Poste Chinoise"). La décision de se défaire de l'adjectif « chinois » et de le remplacer par « taïwanais » a été à l'initiative du président Chen Shui-bian et de sa campagne de « taïwanisation » du nom de plusieurs agences gouvernementales.
Mais depuis 2008, le nom de la poste est redevenu CHUNGHWA POST.
Cette décision a suscité une polémique qui recoupe les lignes de division entre partisans du statu quo, indépendantistes et nationalistes. De plus, les employés postaux ont aussi affiché leur mécontentement de ce changement intervenu sans leur consultation,. Le coût estimé semble aussi important(NTD 70 millions ).